# ГЕС Lǎodùkǒu
ГЕС Lǎodùkǒu (老渡口水电站) — гідроелектростанція в центральній частині Китаю в провінції Хубей. Знаходячись після ГЕС Xiǎoxīkǒu (30 МВт), становить нижній ступінь каскаду на річці Mǎshuǐhé, лівій притоці Qingjiang, котра, своєю чергою, є правою притокою Янцзи.
У межах проєкту річку перекрили кам'яно-накидною греблею з бетонним облицюванням заввишки 97 метрів та завширшки по гребеню 8 метрів. Вона утримує водосховище з об'ємом 229 млн м3 (корисний об'єм 103 млн м3), у якому припустиме коливання рівня поверхні в операційному режимі між позначками 457 та 480 метрів НРМ (під час повені може зростати до 485,9 метра НРМ).
Пригреблевий машинний зал обладнали двома турбінами потужністю по 45 МВт, які забезпечують виробництво 251 млн кВт·год електроенергії на рік.